# Gigg Lane
Il Gigg Lane è un impianto sportivo situato a Bury, Greater Manchester, Inghilterra, sede del Bury F.C. dal 1885. L'impianto è considerato uno degli stadi di calcio professionistici più antichi al mondo. Lo stadio ha ospitato il Bury ininterrottamente fino all'agosto 2019, quando il club venne stato espulso dalla English Football League a causa dei propri problemi economici.

## Storia

### Primi anni
Prima della stagione calcistica 1885-86, il neonato Bury F.C. prese in concessione un campo nei pressi della Gigg Lane. La prima partita, un'amichevole contro una squadra di Wigan, si svolse il 12 settembre 1885 e terminò con la vittoria del Bury per 4-3. 
Nel 1889, il Bury divenne uno dei membri fondatori della Lancashire League e lo stadio iniziò ad essere utilizzato regolarmente. La prima partita di FA Cup giocata al Gigg Lane fu un turno di qualificazione tra Bury e Witton Albion il 3 ottobre 1891, con la vittoria del Bury per 3-1. La prima partita della FA Cup al The Gigg venne giocata il 2 febbraio 1895, quando il Bury sconfisse il Leicester Fosse per 4-1 al primo turno.
Nel 1894, il Bury entrò ufficialmente nella Football League, partecipando alla Second Division 1894-95, che vinse, guadagnando la promozione alla First Division. La loro prima partita di Football League al Gigg Lane fu una vittoria per 4-2 contro il Manchester City l'8 settembre 1894, davanti a 7.070 spettatori.

### Accordi di sponsorizzazione
Nel novembre 2013, il Gigg Lane venne ribattezzato JD Stadium dopo che il Bury siglò un accordo di sponsorizzazione triennale con JD Sports. Nel 2016 il club annunciò che stava cercando di costruire un nuovo impianto con una capienza di 15.000-20.000 spettatori altrove nel distretto metropolitano di Bury, salvo poi abbandonare il progetto con il cambio di proprietà avvenuto nel dicembre 2018.
Il 19 febbraio 2019, venne annunciato che l'impianto avrebbe cambiato nome in Planet-U Energy Stadium a seguito di un accordo di sponsorizzazione quinquennale con il fornitore di energia rinnovabile di Leeds.

### Amministrazione del club
L'ultima partita del Bury della stagione EFL League Two 2018-19 venne disputata contro il Port Vale il 4 maggio 2019. Nonostante avesse ottenuto la promozione diretta alla League One, il club era fortemente indebitato e perciò venne seguentemente espulso dalla Football League il 27 agosto 2019 per non essere stato in grado di garantire la propria stabilità finanziaria. L'impianto fu chiuso dall'agosto 2019 e il club entrò in amministrazione il 27 novembre 2020. Nel maggio 2021, la società decise di mettere in vendita lo stadio.

### La nuova amministrazione
Nel febbraio 2022, un gruppo di tifosi denominato Est.1885 acquisì l'intera proprietà del club, inclusi il nome commerciale e i cimeli del Bury F.C. I nuovi proprietari formarono la Gigg Lane Stadium Limited, con l'obiettivo poter nuovamente sfruttare lo stadio per incontri di calcio entro agosto 2022. Il 29 luglio 2023, il riformato Bury F.C. giocò la sua prima partita al Gigg Lane, sconfiggendo il Glossop North End per 5-1 nella North West Counties Football League.

### Fusione tra BFCSS e Shakers
Nell'ottobre del 2022, i tifosi locali vennero chiamati ad esprimersi a riguardo di un sondaggio organizzato dalla Football Supporters' Association. L'argomento era la possibile fusione tra BFCSS, al tempo proprietari del Gigg Lane e del nome Bury FC, e la Shakers Community Society, società  che gestiva il club phoenix Bury AFC. L'idea era che, se la fusione fosse stata approvata durante le riunioni speciali, si sarebbe dato vita ad una nuova società, chiamata The Football Supporters' Society of Bury, con sede proprio al Gigg Lane. In questo caso, il  Bury AFC avrebbe ufficialmente cambiato il proprio nome in Bury Football Club. Tuttavia, a causa del continuo tira e molla tra i due gruppi, le proposte non raggiunsero la soglia necessaria del 66% dei voti da ambedue le parti.
Nel gennaio 2023, il Bury AFC comunicò di aver effettuato diverse proposte a BFCSS, inclusa una soluzione per sbloccare il finanziamento del DLUHC per acquisire il campo, proposte in seguito respinte. Verso la fine di gennaio, emerse che BFCSS aveva presentato una proposta dettagliata alla North West Counties Football League per far ripartire un club calcistico professionale a Gigg Lane, sebbene alcune delle affermazioni fossero state contestate dal gruppo Shakers. Dopo che la richiesta venne respinta dalla NWCFL, il BFCSS inviò la propria candidatura alla West Lancashire League, mentre continuavano le trattative per un secondo voto sulla fusione con il gruppo Shakers.
Nel marzo 2023, venne annunciato un nuovo sondaggio per la fusione tra Bury FC e Bury AFC. Il secondo voto sulla fusione si tenette il 5 maggio 2023, e i membri di entrambi i club votarono a favore della fusione. Il 5 giugno 2023, il club comunicò la conferma da parte della FA di poter utilizzare il nome Bury Football Club nelle competizioni nazionali per la prima volta dall'agosto 2019. Il club avrebbe partecipato alla Premier Division della North West Counties League, il nono livello della piramide calcistica inglese.

## Settori
Il Gigg Lane è composto da quattro tribune coperte:

### Main Stand

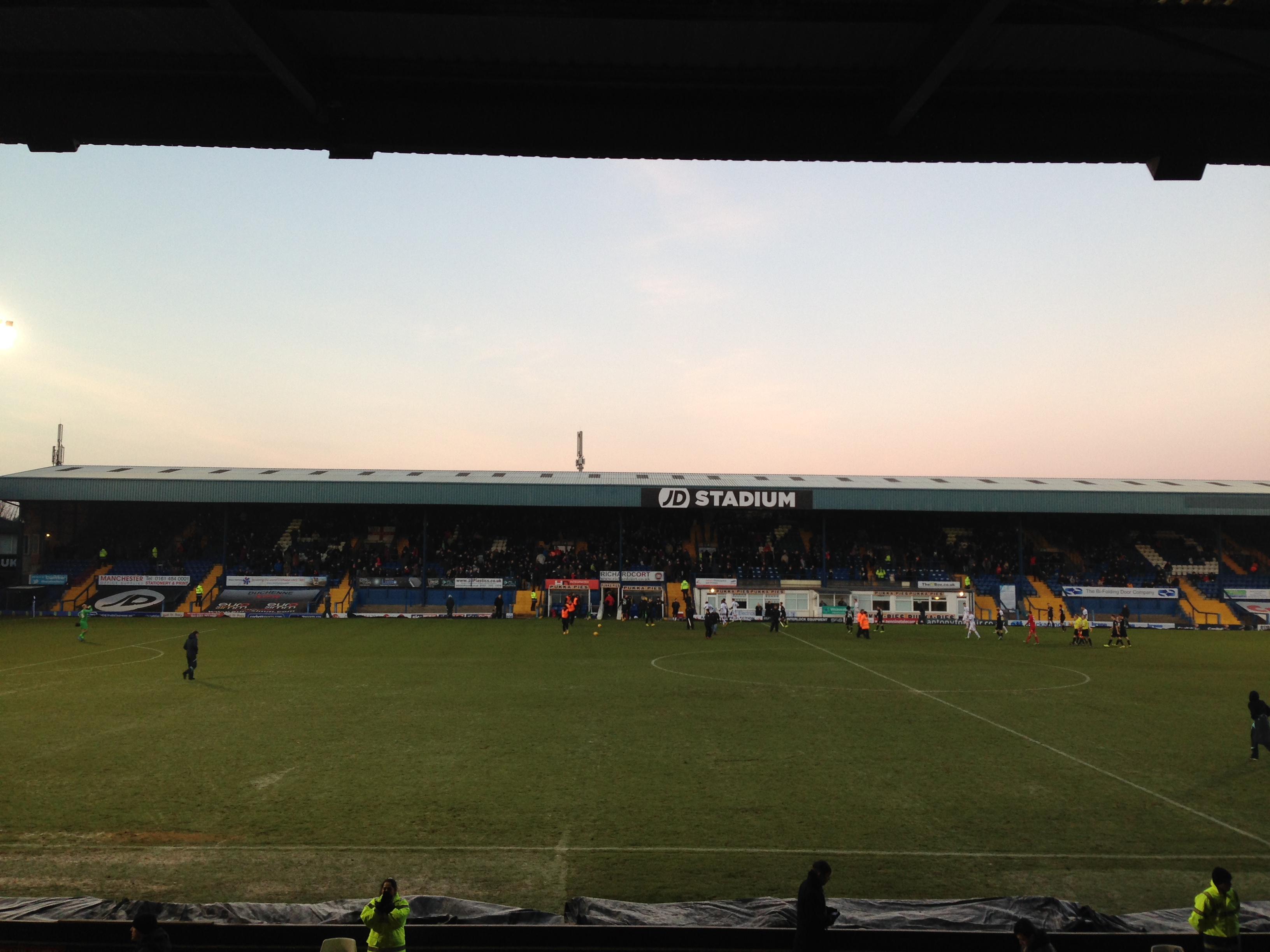
La Main Stand

La Main Stand è la tribuna principale del Gigg Lane, situata lungo un lato del campo. Include il Director's Box e varie aree di ospitalità come la 1885 Suite e la Starkies Lounge. Queste aree offrono esperienze esclusive durante la partita, tra cui pasti e posti riservati. La Main Stand è anche dotata di posti a sedere per la stampa e per gli ospiti speciali.

### South Stand (Cemetery End)

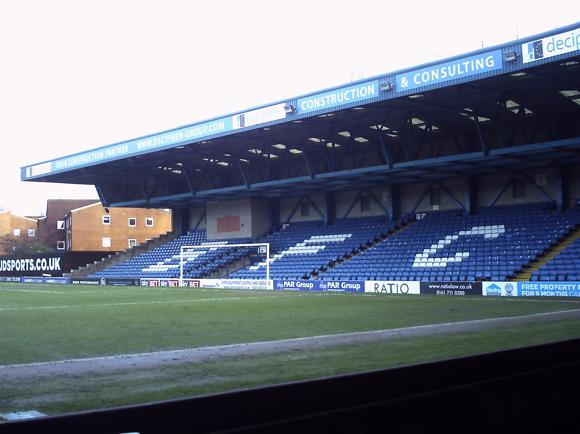
La South Stand (Cemetery End)

La South Stand, conosciuta anche come Cemetery End, è posizionata dietro una delle porte ed è nota per essere la parte più rumorosa dello stadio. Qui si trovano i tifosi più appassionati del Bury FC, che contribuiscono a creare un'atmosfera intensa e coinvolgente durante le partite.

### Manchester Road End

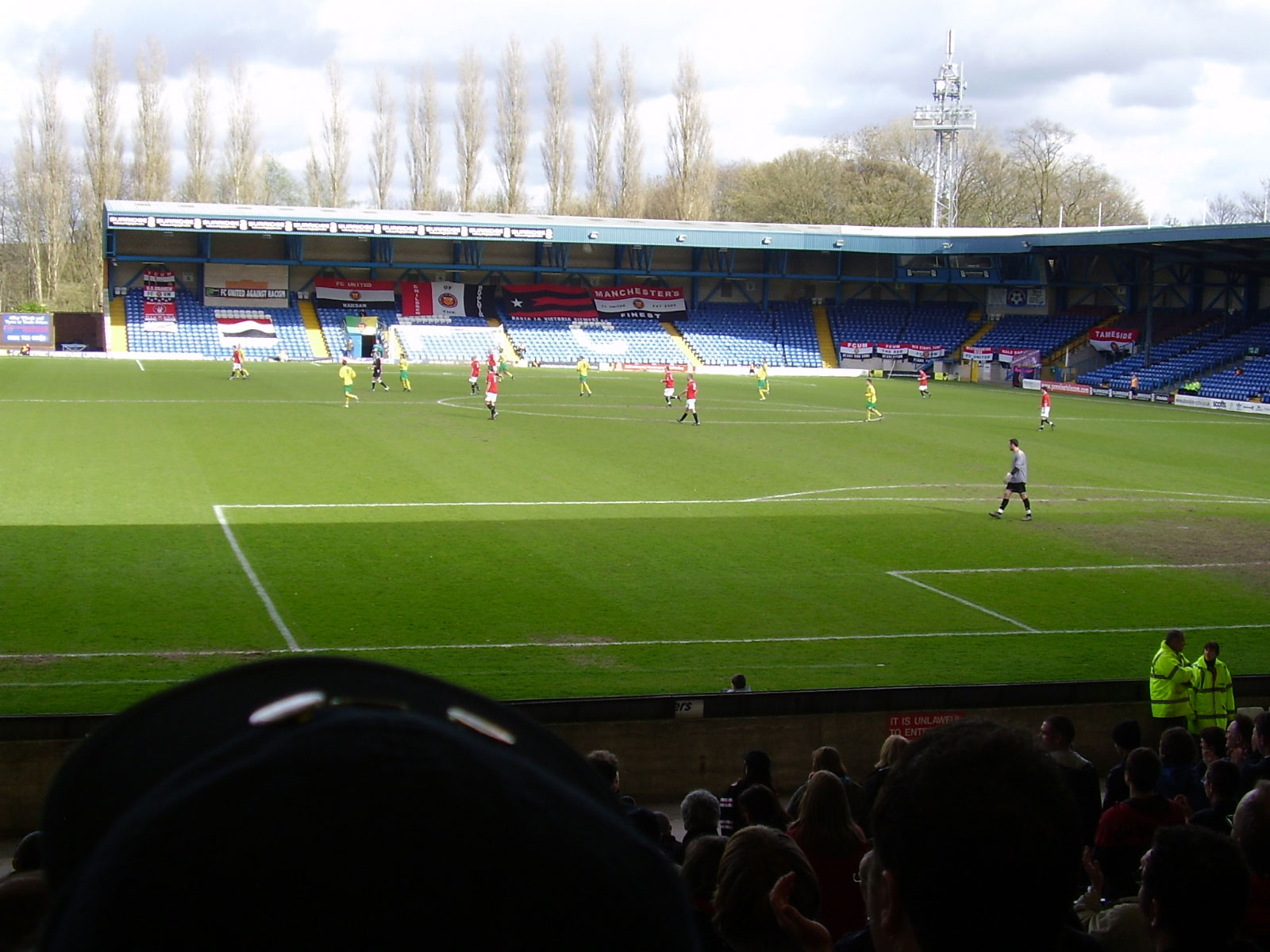
La Manchester Road End

La Manchester Road End è un'altra tribuna situata dietro una delle porte. È spesso occupata dai tifosi più vocali e offre una vista eccellente del campo da gioco. Questa sezione contribuisce significativamente all'atmosfera generale dello stadio, specialmente durante le partite più importanti.

### East Stand

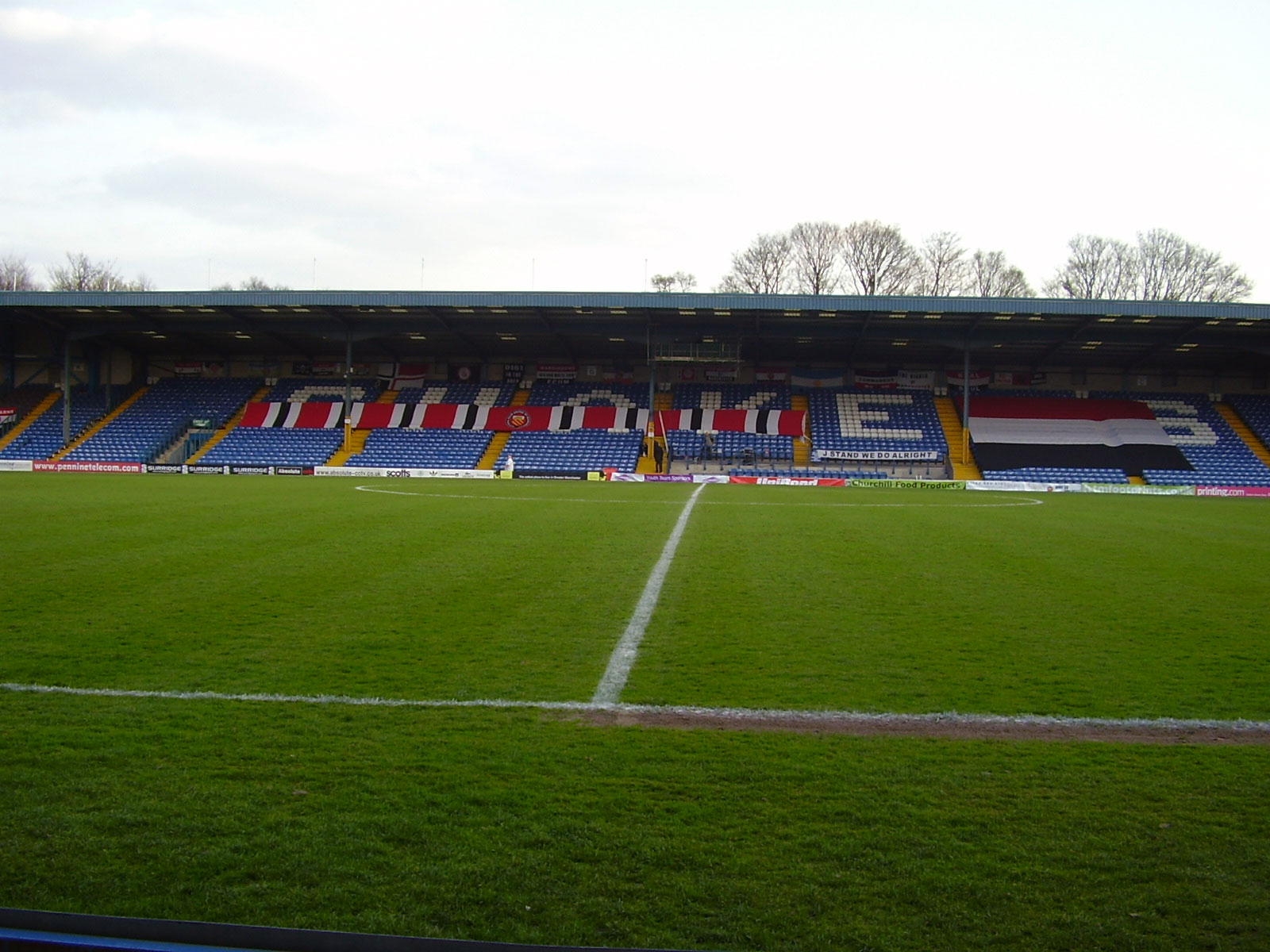
La East End

L'East Stand è posizionata di fronte alla Main Stand e offre una vista senza ostacoli del campo. Questa tribuna è generalmente riservata ai tifosi ospiti e offre ottime linee di visuale, rendendola un buon punto per osservare le dinamiche della partita da una prospettiva diversa.

## Dati statistici
Il record di affluenza registrato al The Gigg è stato di 35.000 spettatori durante una partita di FA Cup nel 1960. Il record di affluenza per una partita di Football League è stato invece di 34.386 per una partita di Second Division giocata contro il Blackpool il 1 gennaio 1937. L'affluenza più alta per una partita con tutti i posti a sedere installati è stata di 9.115 per una partita di Second Division contro il Burnley il 26 dicembre 1999.
D'altra parte, l'affluenza più bassa mai registrata per una partita della prima squadra al Gigg Lane è stata di appena 461 spettatori per una partita di Football League Trophy contro i Tranmere Rovers il 26 febbraio 1986. Mentre l'affluenza più bassa per una partita di Football League è stata di 1.096 spettatori per una partita di Fourth Division contro il Northampton Town il 5 maggio 1984.

## Altri utilizzi
Il Gigg Lane venne sfruttato come stadio di casa "temporaneo" da diversi club e per diversi sport. Nell'agosto del 1994, il Preston North End giocò una partita casalinga di League Cup contro il Stockport County al Gigg Lane. Nel dicembre del 1971, il Rossendale United, si spostò al The Gigg per giocare un incontro di FA Cup contro il Bolton Wanderers. Allo stesso modo, il Radcliffe Borough sfruttò l'impianto per una partita casalinga contro lo York City nel novembre del 2000.
L'FC United of Manchester condivise lo stadio con il Bury dal 2005 al 2014. Ma oltre al calcio, l'impianto ha ospitato anche altri sport, tra cui il rugby, essendo stato il campo di casa degli Swinton Lions per dieci anni a partire dal 1992 e diversi incontri di football americano, baseball, cricket e lacrosse.